# نهر بادما
نهر بادما (بالهندية: পদ্মা নদী) و (بالبنغالية: পদ্মা) نهر رئيسي في بنغلاديش. وهي المنبع الرئيسي للغانج، يصب في خليج البنغال، تقع على ضفاف النهر مدينة راجشاهي، طول النهر 120 ك.م، يمر جزء من النهر في الأراضي الهندية.